# پورت کام

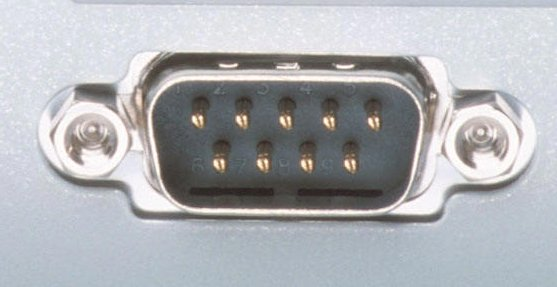
پورت کام (اتصال DE-9)

کام (پورت ارتباطی) نام قدیمی و همچنان رایج برای رابط پورت سریال در کامپیوترهای سازگار با آی‌بی‌ام است. این واژه به پورت‌های فیزیکی و همچنین به پورت‌های شبیه‌سازی‌شده مانند پورت‌هایی که با استفاده از بلوتوث یا آداپتورهای یواس‌بی ایجاد می‌شوند، اشاره دارد.

## تاریخچه
نام پورت کام اولین بار با کامپیوتر اصلی IBM PC استفاده شد. شرکت IBM چهار پورت ارتباطی RS-232 را با نام "کام" معرفی کرد و آن‌ها را از کام۱ تا کام۴ شماره‌گذاری کرد. در BASICA و PC DOS، کاربران می‌توانستند این پورت‌ها را با نام‌های "کام۱:" تا "کام۴:" باز کنند و همه کامپیوترهای سازگار با MSDOS از همین الگو پیروی کردند. بیشتر کامپیوترهای سازگار با PC در دهه‌های ۱۹۸۰ و ۱۹۹۰، یک یا دو پورت کام داشتند.
تا سال ۲۰۰۷، بیشتر کامپیوترها تنها یک یا هیچ پورت کام فیزیکی داشتند. امروزه، تعداد کمی از کامپیوترهای مصرفی سازگار با PC شامل پورت کام هستند، اما برخی از مادربوردها همچنان دارای یک هدر پورت کام هستند.
پس از حذف پورت سریال RS-232 از بیشتر کامپیوترهای مصرفی، یک کابل آداپتور سریال USB-to-UART خارجی برای جبران این کمبود استفاده شد. یکی از تأمین‌کنندگان اصلی این چیپ‌ها اف‌تی‌دی‌آی است.

## آدرس‌های ورودی-خروجی حافظه‌نگاشتی
پورت‌های کام از طریق یک مدار مجتمع مانند 16550 UART واسط‌گیری می‌شوند. این مدار مجتمع شامل هفت ثبات داخلی ۸-بیتی است که اطلاعات و داده‌های پیکربندی از جمله داده‌هایی که باید ارسال شوند یا دریافت شده‌اند، به صورت باد، پیکربندی وقفه‌ها و موارد دیگر را در خود نگه می‌دارند. در مورد کام۱، این ثبات‌ها با نوشتن یا خواندن از آدرس‌های I/O از ۰x3F8 تا ۰x3FF قابل دسترسی هستند.
اگر پردازنده مثلاً بخواهد اطلاعاتی را از طریق کام۱ ارسال کند، باید در پورت I/O به آدرس ۰x3F8 بنویسد، زیرا این پورت I/O به ثبات مدار مجتمع UART متصل است که اطلاعات ارسالی را نگه می‌دارد.
پورت‌های کام در کامپیوترهای سازگار با PC معمولاً به صورت زیر تعریف می‌شوند::
- کام۱: I/O port 0x3F8، IRQ ۴
- کام۲: پورت I/O 0x2F8، IRQ ۳
- کام۳: پورت I/O 0x3E8، IRQ ۴
- کام۴: پورت I/O 0x2E8، IRQ ۳

## پیاده‌سازی‌ها

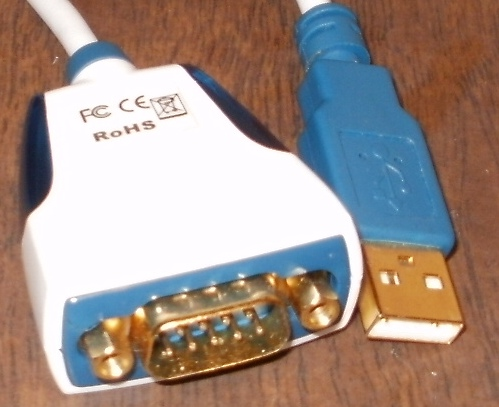
USB به RS-232 آداپتور با یک پورت کام ۹-پین (FTDI US-232R)
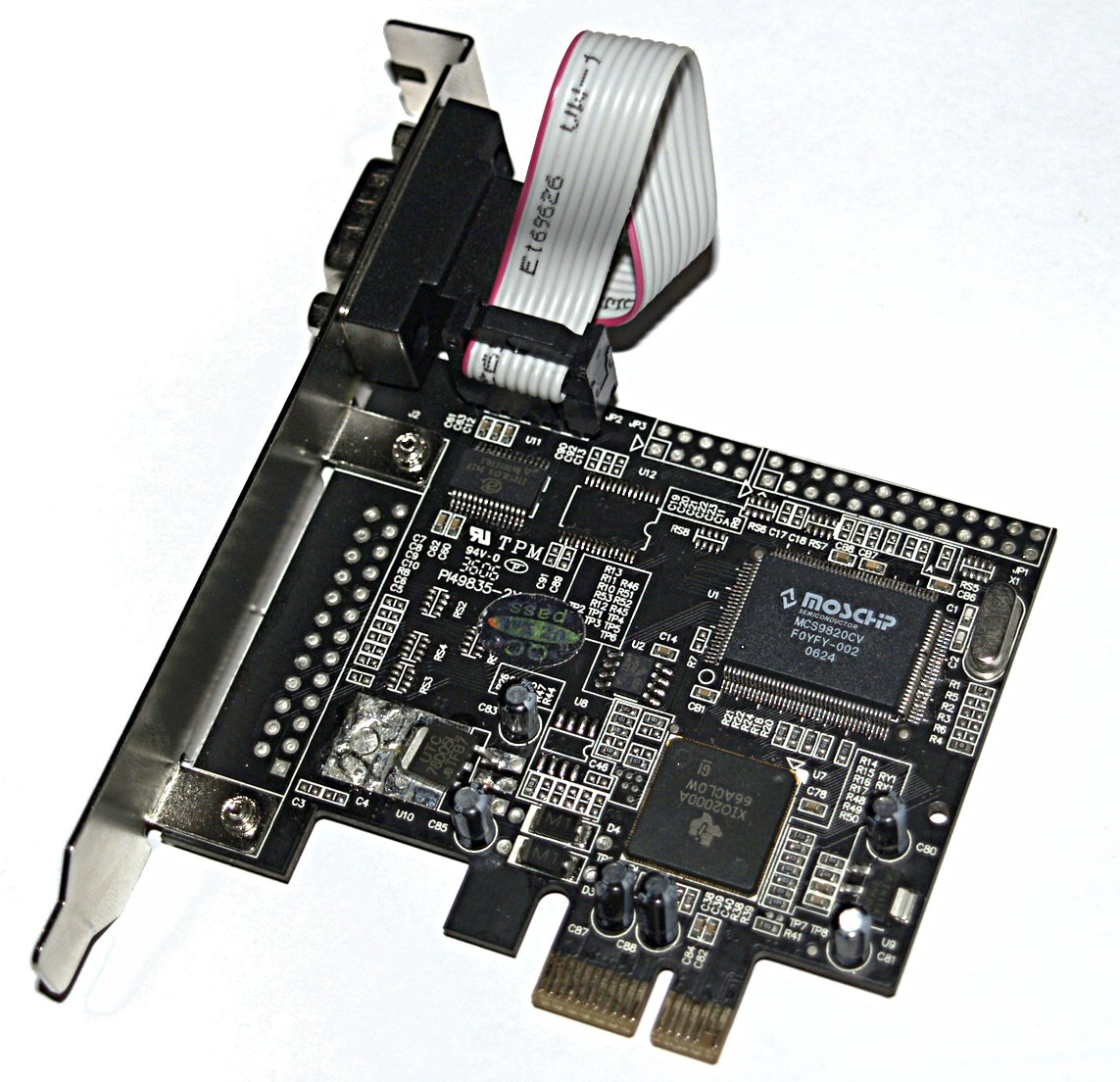
کارت PCI-E با یک پورت کام ۹-پین
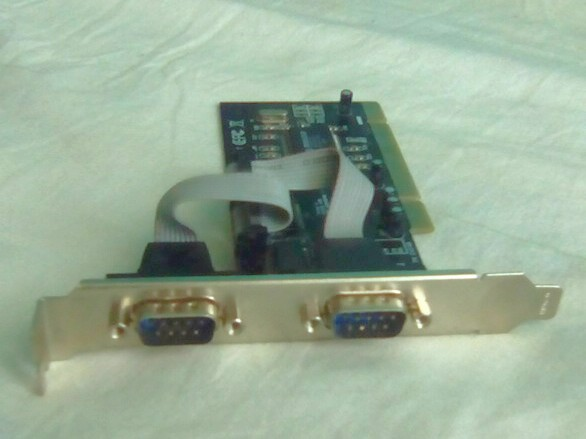
کارت PCI با دو پورت کام ۹-پین
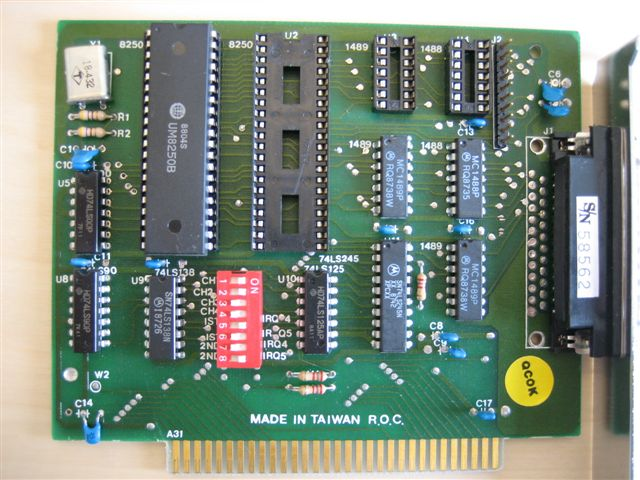
کارت ISA با یک پورت کام ۲۵-پین